# Atelophleps tridesma
Atelophleps tridesma là một loài bướm đêm thuộc phân họ Arctiinae, họ Erebidae.